# Malonákladový tisk
Malonákladový tisk je tisk publikací v malých nákladech.
Tento pojem přinesl prudký rozvoj digitálních tiskových technologií. Jeho výhodou je pružná reakce na potřeby trhu a snadná perzonifikace tiskového řešení. Nejběžnějším tiskovým formátem malonákladového tisku je formát SRA3 (320 x 450mm). V současnosti je možné běžně potiskovat tisková média v gramážích do 330g.[zdroj?]